# Canal de Carillon
Pour les articles homonymes, voir Carillon (homonymie).
Le canal de Carillon est un Canal situé sur la rivière des Outaouais à Carillon, au Québec (Canada). Il permet de franchir la centrale de Carillon. Il a été désigné lieu historique national du Canada en 1929.